# 砂山圭大郎
砂山 圭大郎（すなやま けいたろう、1975年6月30日 - ）は、文化放送のアナウンサー。アナウンス次長。山口県下関市出身。山口県立下関西高等学校、早稲田大学商学部卒業。
冒頭の本名と異なるマイクネームを使用する場合があり、1998年11月から2012年3月までは「砂山 大輔」（すなやま だいすけ）、2003年7月から2012年3月までは「レコメンダー・K太郎」（レコメンダー・ケーたろう）や「K太郎」（ケーたろう、K-Taro）名義も使用（後述も参照）を使用。2012年4月からは本名及び「砂山けーたろー」（すなやまけーたろー）を使用。

## 経歴
1998年（平成10年）、文化放送に入社。同年、プロ野球・西武ライオンズにドラフト1位指名された松坂大輔の動静およびライオンズとの入団交渉を伝えるリポーターに抜擢され、「砂山大輔」名義でリポート。松坂が入団後の1999年（平成11年）に引き続き、松坂の専従リポーターを担当。
その後も、「砂山大輔」名義で、ライオンズ戦中継をはじめ、さまざまなジャンルの番組を担当。2002年（平成14年）は民間ラジオ各局共同制作による、2002 FIFAワールドカップの中継で、文化放送からの代表として実況を担当。また、月1回の割合で、文化放送と関係のある、NACK5のライオンズ戦中継で、実況を担当していた。
2003年7月、平日夜の帯ワイド番組『レコメン!』開始とともに、覆面マスクを着用した「レコメンダー・K太郎」として、パーソナリティに就任（K太郎としての公式プロフィールは、年齢不詳としている）。以降、主に「K太郎」名義で、若者向け番組を担当。
2008年（平成20年）、『レコメン!』の企画で『M-1グランプリ』に出場（結果は1回戦敗退。相方は『レコメン!』の構成作家）。同年11月11日に結婚。
2012年（平成24年）2月28日、男児が誕生。同年3月28日放送の『レコメン!』で、メインパーソナリティを卒業。レコメンダー・K太郎としての引退とともに、正体が砂山本人であることも明かされた。3月30日放送の『FRIDAY SUPER COUNTDOWN 50』をもって、「K太郎」名義の活動を終了。4月、文化放送 超!A&G+『AG-ON研究所』等で、A&Gゾーンや超!A&G+でのアニラジパーソナリティとして「砂山けーたろー」名義での活動を開始。また、本名名義での番組出演も再開している。
2022年（令和4年）4月1日、退社した石川真紀の後任としてアナウンス部次長に就任。

## 出演番組
2008年4月から2012年3月まで、概ね、K太郎名義の出演にとどまっていた。また、この頃より、文化放送の公式HP内プロフィールでは、担当番組欄に「CIA的な謎の多い番組」と明記していた。
2012年4月以降、主にA&Gゾーンや超!A&G+等でのアニラジでは「砂山けーたろー」名義、それ以外は本名で活動している。
以下はいずれも「砂山圭大郎」名義。
- 大竹まこと ゴールデンラジオ!（2020年10月26日 - ）月曜日 - 木曜日アシスタント
- ラジオのあさこ（2018年4月7日 - ）
- ロンドンブーツ1号2号 田村淳のNewsCLUB（2018年10月6日 - ）
- SET UP!!（2019年 - ）※地方局裏送り[11]
- 浜松町Innovation Culture Cafe（2019年10月1日 - 、『みらいブンカ village』内では2020年3月24日まで）
- 砂山圭大郎 Good morning from TOKYO SKYTREE TOWN STUDIO（ustream、2012年5月26日 - ）
- 美ヶ原高原美術館（ラジオCM）
- フジサンケイ ビジネスアイ（ラジオCM）
- 産経新聞（ラジオCM）

### 過去の出演番組
「砂山圭大郎」名義
- レースガイド[2]
- こだわりミュージックBOX（地方局裏送り）
- ダダーン! 三重野瞳のヒトミにダイアモンド（三重野瞳の瞳はダイアモンド）
- 梶原しげるの本気でDONDON（木曜日探検隊員）
- 日野ミッドナイトグラフィティ 走れ!歌謡曲 サンデースペシャル（1997年 - 1999年。渋谷琴乃担当で、番組内のニュースの他、「けーたろー」として相手役を務めた）
- グッチ裕三 日曜うまいぞぉ!（2013年1月20日、アシスタント：石田絵里奈の代役）
- 文化放送サウンドファクトリー 西山茉希 TOKYO SKY POP（2012年10月 - 2013年3月30日）
- ラジオアミューズメントパーク「アイドルポップステージ」（2012年10月 - 2013年3月）※地方局裏送り
- ドコモ団塊倶楽部（2012年10月13日 - 2015年3月28日）リポーター
- 吉田照美 飛べ! サルバドール - 飛び出せ! 子ザル リポーター（木曜担当、2014年10月2日 - 2016年3月24日。2013年4月1日 - 9月23日は月曜担当、2014年4月1日 - 9月23日は火曜担当）
- ピピッとサンデー Waku Waku Mix（2013年4月7日 - 2014年3月30日）
- オトナカレッジ（2013年10月1日 - 2016年3月25日）
  - 朝活版オトナカレッジ（2016年7月3日 - 2017年6月25日）
- SPORTS DISCOVERY from TOKYO SKYTREE TOWN STUDIO（2014年4月6日 - 2017年10月1日）
- 吉田照美 飛べ!サルバドール 木曜日リポーター（2016年3月31日 - 2017年3月30日）
- 楽器楽園〜ガキパラ〜 for all music-lovers（パーソナリティ：武田真治の代役）
- スポスタ☆MIX ZONE（2017年10月8日 - 2018年4月1日）
- SUNDAY スポーツダッシュ!（同上）
- 由真と愛のWedge of Love（2018年4月2日 - 2020年3月23日）
- 上地由真のワンダーユーマン（2020年3月30日 - 11月9日）
- ラジオのけいたろう（2019年11月2日 - 2020年3月28日）
- A&Gメディアステーションこむちゃっとカウントダウン(2022年10月29日、パーソナリティー櫻井孝宏がプライベート不祥事より欠席時の代役)
- A&G TRACKS(2023年3月31日)

「砂山大輔」名義（1999年 - 2012年3月）
- スポーツ中継
  - プロ野球中継（1999年から2003年まで担当[12]）
    - 文化放送ライオンズナイター（松坂大輔専属リポーター→ライオンズレポーター[13]／実況。初実況は、2002年10月2日の西武対近鉄戦[14]）
    - 文化放送ホームランナイター

  - サッカー中継（2002 FIFAワールドカップ）
- 野村邦丸の気分はZUNZUN!（水曜日リポーター）
- 吉田照美のやる気MANMAN!
  - HARAHARA最先端情報（金曜日）
  - もぎたて! やる気スタート（月曜日）
  - きょうの松坂くん（1999年 プロ野球シーズン中、松坂大輔のリポートを行うコーナー）
- 広瀬哲朗のパ・リーグ応援株式会社（2001年 - 2003年）
- 砂山大輔の主役は俺だ!（インターネットラジオBBQR。2004年頃から2006年6月頃までの間に配信[15]。最終更新は2005年7月13日[16]）
- 安達祐実のTOKYO UBERSEXUAL LIFE（2006年11月 - 2007年4月1日）

「K太郎」名義（2003年7月 - 2012年3月）
- レコメン!（2003年7月7日 - 2012年3月28日。月曜日 - 水曜日 22:00 - 25:00）
- FRIDAY SUPER COUNTDOWN 50（2008年4月4日 - 2012年3月30日。金曜日 21:30 - 24:00）
- 鷲崎K太郎（2010年1月12日 - 2012年3月31日。不定期更新 Podcast QR）
- 近藤真彦 くるくるマッチ箱（アシスタント：石田絵里奈の代役）

「砂山けーたろー」名義（2012年4月以降）
- AG-ON研究所（超!A&G+、2012年4月6日 - 2014年4月1日、火曜18:30 - 19:00）
- AG-ON研究所 プレミアム（AG-ON、2012年4月7日 - 2014年4月2日、水曜日）[17]
- アニキン〜Skytree Radio (超!A&G+、2012年7月7日 - 12月22日）
- A&G 超RADIO SHOW〜アニスパ!〜（文化放送、2012年4月21日・10月13日放送） - 「一撃!A&G」「アニスパ!企画室」ゲスト
- A&G GAME MASTER GT-R（超!A&G+、2013年8月23日・2014年8月29日放送）
- アニキン〜Satellite Radio (超!A&G+、2013年1月19日 - 12月21日 、土曜13:00 - 15:00）
- 砂山・赤﨑アワー えじまる（超!A&G+、2014年4月15日 - 2019年9月24日、火曜17:30 - 18:00）
- 砂山・赤﨑アワー えじまる増刊号（AG-ON、2014年4月16日 - 2019年9月25日、水曜日）

複数名義出演
- 文化放送ニュース（新人当時[2]から2004年頃[10]…砂山圭大郎または砂山大輔名義で担当、2012年4月 - 2013年3月・同年10月6日 - 2014年3月：砂山圭大郎名義で日曜担当。2013年10月以降は天気予報も担当。2018年4月からは『ラジオのあさこ』内で担当。砂山大輔だった2008年4月頃更新の文化放送の公式HP内プロフィールで「ニュースの原稿を4年ぐらい見ていません・・・」と記述[10][18]）
- 大竹まこと ゴールデンラジオ!（アシスタント：太田英明の代役） K太郎名義：2008年8月14日、15日。砂山大輔名義：2010年2月3日、4日、8月11日、2011年8月11日。砂山圭大郎名義：2012年8月27日-8月31日、2015年8月3日・4日・6日
- 東京箱根間往復大学駅伝競走実況中継（箱根駅伝中継） 砂山大輔名義：2000年 - 2004年[19]。砂山圭大郎名義：2013年[19]。

### 他局の出演番組
現役の局アナウンサーながら、他局の番組に出演したことがある。
「砂山圭大郎」名義
- 超逆境クイズバトル!! 99人の壁（フジテレビ、2020年8月8日[20]）

「砂山大輔」名義
- NACK5 SATURDAY&SUNDAY LIONS（2002年。NACK5。ライオンズ戦中継。月1回の割合で、実況を担当。この頃、砂山に限らず文化放送の一部アナウンサーは同番組の実況を担当していた）
- クイズ$ミリオネア（フジテレビ）

「K太郎」名義
- 木曜JUNK2 カンニング竹山 生はダメラジオ（TBSラジオ）
- tre-sen（FMヨコハマ、2007年6月6日[21]）
- SASUKE（TBSテレビ）
- ミュ〜コミ+プラス（ニッポン放送）
- AKB48 今夜は帰らない…（CBCラジオ 2010年10月25日）
- HELLO WORLD（J-WAVE 2012年2月29日）

## イベント
「K太郎」名義
- キングラン アニソン紅白2011 supported by スカパー! 第1部（2011年12月31日、白組司会）

「砂山けーたろー」名義
- キングラン Presents アニソンキング（2012年12月31日、白組司会）